# Beatriz González (Padelspielerin)
Beatriz González Fernández (* 23. November 2001 in Málaga) ist eine spanische Padelspielerin. Sie erreichte mit Rang drei ihre höchste Platzierung im FIP-Ranking und spielt auf der Rückhandseite mit Claudia Fernández.

## Sportliche Laufbahn
Bea González startete 2016 in der Rangliste der World Padel Tour und wurde damit die jüngste Spielerin in der Geschichte, die an der professionellen Tour teilnahm. 2018 begann sie an der Seite der erfahrenen Cata Tenorio in der Rangliste aufzusteigen. Auf nationaler Ebene gewann sie Titel wie den spanischen U18-Meister und den Weltmeistertitel der Nationalmannschaft 2017 in ihrer Kategorie. Im Jahr 2020 war sie mit nur 18 Jahren die jüngste Spielerin, die die Madrid Open gewann. Beatriz González teilte sich die ersten fünf Titel mit Paula Josemaría und Marta Ortega.
Mit der Argentinierin Delfina Brea stieg sie in die Top 10 der Rangliste auf. Seit 2020 hat sie elf Turniere auf der World Padel Tour gewonnen, sechs davon im Jahr 2023 mit Delfina Brea. Im selben Jahr gewann das Paar zwei weitere Premier-Padel-Turniere und 2024 errangen sie bereits ihren ersten Titel im Puerto Cabello Premier Padel P2.

## Siege

### Weltmeisterin im Padel
| Nr. | Jahr | Turnier | Gegnerinnen | Ergebnis |
| --- | ---- | ------- | ----------- | -------- |
| 1.  | 2022 | Dubai   | Argentinien | 2:0      |
| 2.  | 2024 | Doha    | Argentinien | 2:0      |

### Siege im Premier Padel
| Nr. | Jahr | Turnier        | Kategorie | Partnerin         | Gegner                          | Ergebnis        |
| --- | ---- | -------------- | --------- | ----------------- | ------------------------------- | --------------- |
| 1.  | 2023 | Madrid         | P1        | Delfina Brea      | Ariana Sánchez Paula Josemaría  | 5:7, 7:63, 7:66 |
| 2.  | 2023 | Mailand        | P1        | Delfina Brea      | Alejandra Salazar Sofia Araújo  | 6:0, 7:64       |
| 3.  | 2024 | Puerto Cabello | P2        | Delfina Brea      | Alejandra Salazar Tamara Icardo | 6:4, 6:3        |
| 4.  | 2024 | Brüssel        | P2        | Delfina Brea      | Gemma Triay Claudia Fernández   | 6:4, 6:4        |
| 5.  | 2024 | Sevilla        | P2        | Delfina Brea      | Ariana Sánchez Paula Josemaría  | 6:1, 6:1        |
| 6.  | 2024 | Asunción       | P2        | Delfina Brea      | Gemma Triay Claudia Fernández   | 6:3, 7:5        |
| 7.  | 2024 | Dubai          | P1        | Delfina Brea      | Andrea Ustero Alejandra Alonso  | 6:2, 6:3        |
| 8.  | 2025 | Asunción       | P2        | Claudia Fernández | Gemma Triay Delfina Brea        | 7:6, 3:6, 6:2   |
| 9.  | 2025 | Málaga         | P1        | Claudia Fernández | Marta Ortega Tamara Icardo      | 6:2, 6:1        |